# Oriopsis limbata
Oriopsis limbata är en ringmaskart som först beskrevs av Ehlers 1897.  Oriopsis limbata ingår i släktet Oriopsis och familjen Sabellidae.
Artens utbredningsområde är havet kring Nya Zeeland. Inga underarter finns listade i Catalogue of Life.